# Upset
Upset (in italiano Sorpresa) è un termine inglese con cui si definisce una vittoria inaspettata, e per questo motivo sorprendente, dello sfavorito nei confronti del favorito.
Oltre che dalle quotazioni dei bookmakers vi sono svariati modi, basati su classifiche e statistiche, con cui è possibile stabilire se una certa vittoria è da considerarsi o meno un upset.

## Origine del termine
Nel 2002 George Thompson, un ricercatore lessicografico, utilizzò i database del New York Times per risalire al primo uso di questo termine andando indietro fino al 1877, sfatando il mito che attribuirebbe l'origine del nome alla sorprendente vittoria del purosangue Upset nei confronti del leggendario Man o' War nel 1919.

## Esempi
Il termine viene utilizzato soprattutto nel mondo dello sport, ma non è insolito trovarlo anche nella politica e in altri campi; soprattutto il basket NBA è ricco di upset e tra i più eclatanti si possono citare:
- la vittoria nel 2004 dei Detroit Pistons sui Los Angeles Lakers
- il 4-0 con cui i Golden State Warriors si aggiudicarono il titolo nel 1975 ai danni degli Washington Bullets
- le Finals del 2016 (che videro contrapporsi Golden State Warriors e Cleveland Cavaliers, con i primi che venivano da una stagione in cui segnarono il record di vittorie e dopo essere andati in vantaggio nella serie per 3-1)
- il 4-2 che i Golden State Warriors rifilarono ai Dallas Mavericks nel primo turno dei playoffs del 2007; stessa sorte toccata ai Seattle SuperSonics nel 1994, ai Miami Heat nel 1999 e ai San Antonio Spurs nel 2011 per mano rispettivamente di Denver Nuggets, New York Knicks e Memphis Grizzlies.

Nel calcio si possono citare:
- la finale del mondiale FIFA 1950, soprannominata "Maracanazo", in cui la nazionale uruguaiana sconfisse il Brasile al Maracanà contro ogni pronostico.